# Ballon d'Or 2004

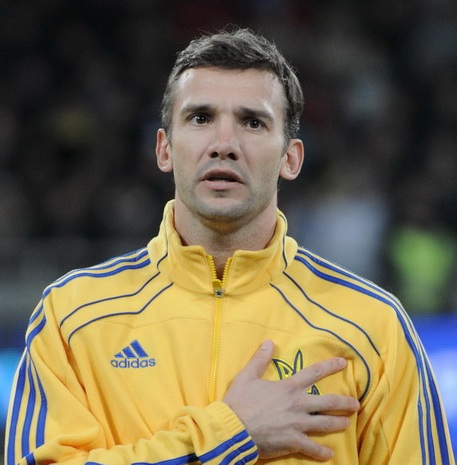
Andriy Shevchenko, vencedor da Bola de Ouro 2004

A Bola de Ouro de 2004, dado ao melhor jogador de futebol da Europa, julgado por um painel de jornalistas esportivos de países membros da UEFA, foi entregue ao atacante ucraniano Andriy Shevchenko em 13 de dezembro de 2004. Em 9 de novembro de 2004, foi anunciada a lista restrita de 50 jogadores masculinos compilados por um grupo de especialistas da France Football. Havia 52 eleitores, da Albânia, Andorra, Armênia, Áustria, Azerbaijão, Bielorrússia, Bélgica, Bósnia-Herzegovina, Bulgária, Croácia, Chipre, República Checa, Dinamarca, Inglaterra, Estônia, Ilhas Faroé, Finlândia, França, Geórgia, Alemanha, Grécia, Hungria, Islândia, Israel, Itália, Cazaquistão, Letónia, Liechtenstein, Lituânia, Luxemburgo, Macedónia, Malta, Moldávia, Países Baixos, Irlanda do Norte, Noruega, Polônia, Portugal, República da Irlanda, Roménia, Rússia, São Marinho, Escócia, Eslováquia, Eslovênia, Espanha, Suécia, Suíça, Turquia, Ucrânia, País de Gales e Jugoslávia. Cada um escolheu uma primeira (5pts), segunda (4pts), terceira (3pts), quarta (2pts) e quinta escolha (1pt).
Andriy Shevchenko foi o terceiro ucraniano ganhar o prêmio, depois de Oleh Blokhin (1975) e Igor Belanov (1986). Ele terminou artilheiro da 2003-04 Serie A, marcando 24 gols em 32 jogos, quando sua equipe conquistou a liga. O melhor goleiro classificado na lista foi Antonios Nikopolidis (Grécia) com um 24º lugar (em conjunto com Ruben Baraja, Ludovic Giuly e Maniche). Ricardo Carvalho (Portugal) foi o líder dos Defensores, em nono, enquanto Deco (Portugal) foi o topo dos meias, em segundo lugar.

## Listas

### Jogadores votados
| Rank | Player               | Nationality    | Club                        | Total | Votes by place | Votes by place | Votes by place | Votes by place | Votes by place | Votes |
| Rank | Player               | Nationality    | Club                        | Total | 1st            | 2nd            | 3rd            | 4th            | 5th            | Votes |
| ---- | -------------------- | -------------- | --------------------------- | ----- | -------------- | -------------- | -------------- | -------------- | -------------- | ----- |
| 1st  | Andriy Shevchenko    | Ukraine        | Milan                       | 175   | 27             | 5              | 5              | 2              | 1              | 40    |
| 2nd  | Deco                 | Portugal       | Porto / Barcelona           | 139   | 10             | 13             | 9              | 4              | 2              | 38    |
| 3rd  | Ronaldinho           | Brazil         | Barcelona                   | 133   | 9              | 13             | 7              | 4              | 7              | 40    |
| 4th  | Thierry Henry        | France         | Arsenal                     | 80    | 3              | 6              | 6              | 10             | 3              | 28    |
| 5th  | Theodoros Zagorakis  | Greece         | AEK Athens / Bologna        | 44    | 3              | 2              | 3              | 3              | 9              | 20    |
| 6th  | Adriano              | Brazil         | Parma / Internazionale      | 27    | -              | 3              | 2              | 2              | 5              | 12    |
| 7th  | Pavel Nedvěd         | Czech Republic | Juventus                    | 23    | -              | -              | 4              | 4              | 3              | 11    |
| 8th  | Wayne Rooney         | England        | Everton / Manchester United | 22    | -              | 1              | 3              | 2              | 5              | 11    |
| 9th  | Ricardo Carvalho     | Portugal       | Porto / Chelsea             | 18    | -              | 2              | 2              | 2              | -              | 6     |
| 9th  | Ruud van Nistelrooy  | Netherlands    | Manchester United           | 18    | -              | -              | 4              | 2              | 2              | 8     |
| 11th | Angelos Charisteas   | Greece         | Werder Bremen               | 15    | -              | 1              | 1              | 2              | 4              | 8     |
| 12th | Cristiano Ronaldo    | Portugal       | Manchester United           | 11    | -              | 1              | 1              | 2              | -              | 4     |
| 12th | Milan Baroš          | Czech Republic | Liverpool                   | 11    | -              | 1              | -              | 3              | 1              | 5     |
| 14th | Zlatan Ibrahimović   | Sweden         | Ajax / Juventus             | 8     | -              | -              | -              | 3              | 2              | 5     |
| 15th | Samuel Eto'o         | Cameroon       | Mallorca / Barcelona        | 7     | -              | 1              | 1              | -              | -              | 2     |
| 15th | Kaká                 | Brazil         | Milan                       | 7     | -              | 1              | -              | 1              | 1              | 3     |
| 17th | Traianos Dellas      | Greece         | Roma                        | 5     | -              | 1              | -              | -              | 1              | 2     |
| 17th | Fernando Morientes   | Spain          | Monaco / Real Madrid        | 5     | -              | 1              | -              | -              | 1              | 2     |
| 17th | Frank Lampard        | England        | Chelsea                     | 5     | -              | -              | 1              | 1              | -              | 2     |
| 17th | Didier Drogba        | Côte d'Ivoire  | Marseille / Chelsea         | 5     | -              | -              | 1              | -              | 2              | 3     |
| 17th | Gianluigi Buffon     | Italy          | Juventus                    | 5     | -              | -              | 1              | -              | 2              | 3     |
| 22nd | Luís Figo            | Portugal       | Real Madrid                 | 4     | -              | -              | -              | 2              | -              | 2     |
| 23rd | Zinedine Zidane      | France         | Real Madrid                 | 3     | -              | -              | 1              | -              | -              | 1     |
| 24th | Rubén Baraja         | Spain          | Valencia                    | 2     | -              | -              | -              | 1              | -              | 1     |
| 24th | Ludovic Giuly        | France         | Monaco / Barcelona          | 2     | -              | -              | -              | 1              | -              | 1     |
| 24th | Maniche              | Portugal       | Porto                       | 2     | -              | -              | -              | 1              | -              | 1     |
| 24th | Antonios Nikopolidis | Greece         | Panathinaikos / Olympiacos  | 2     | -              | -              | -              | -              | 2              | 2     |
| 28th | Paolo Maldini        | Italy          | Milan                       | 1     | -              | -              | -              | -              | 1              | 1     |
| 28th | Vicente              | Spain          | Valencia                    | 1     | -              | -              | -              | -              | 1              | 1     |

### Jogadores não-votados
Os seguintes jogadores competiram com os outros porém, não foram votados:
| Player              | Nationality    | Club                          |
| ------------------- | -------------- | ----------------------------- |
| Aílton              | Brazil         | Bremen / Schalke 04           |
| Roberto Ayala       | Argentina      | Valencia                      |
| Fabien Barthez      | France         | Manchester United / Marseille |
| David Beckham       | England        | Real Madrid                   |
| Petr Čech           | Czech Republic | Chelsea                       |
| Emerson             | Brazil         | Roma / Juventus               |
| Juninho             | Brazil         | Lyon                          |
| Michalis Kapsis     | Greece         | AEK Athens / Bordeaux         |
| Henrik Larsson      | Sweden         | Celtic / Barcelona            |
| Johan Micoud        | France         | Bremen                        |
| Mista               | Spain          | Valencia                      |
| Alessandro Nesta    | Italy          | Milan                         |
| Andrea Pirlo        | Italy          | Milan                         |
| José Antonio Reyes  | Spain          | Sevilla / Arsenal             |
| Ronaldo             | Brazil         | Real Madrid                   |
| Djibril Cissé       | France         | Auxerre / Liverpool           |
| Paul Scholes        | England        | Manchester United             |
| Clarence Seedorf    | Netherlands    | Milan                         |
| Giourkas Seitaridis | Greece         | Panathinaikos / Porto         |
| Francesco Totti     | Italy          | Roma                          |
| Patrick Vieira      | France         | Arsenal                       |